# Аревало-де-ла-Сьєрра
Аревало-де-ла-Сьєрра (ісп. Arévalo de la Sierra) — муніципалітет в Іспанії, у складі автономної спільноти Кастилія-і-Леон, у провінції Сорія. Населення — 79 осіб (2010).
Муніципалітет розташований на відстані близько 200 км на північний схід від Мадрида, 21 км на північ від Сорії.
На території муніципалітету розташовані такі населені пункти: (дані про населення за 2010 рік)
- Аревало-де-ла-Сьєрра: 27 осіб
- Торреаревало: 36 осіб
- Вентоса-де-ла-Сьєрра: 16 осіб

## Демографія
Динаміка населення (INE ):